# Estación de Guardo-Apeadero
Guardo-Apeadero es un apeadero ferroviario situado en el municipio español de Guardo, en la provincia de Palencia, comunidad autónoma de Castilla y León. Forma parte de la red de ancho métrico de Adif, operada por Renfe Operadora a través de su división comercial Renfe Cercanías AM. 
Está integrada dentro del núcleo de Cercanías León al pertenecer a la línea C-1f, que une la estación de León-Matallana con este apaeadero, siendo la terminal Este de la línea. Cuenta también con servicios regionales de la línea R-4f, que une Léon con Bilbao. En 2021 la estación registró la entrada de 2 188 usuarios, correspondientes a los servicios de cercanías y regionales de Media Distancia.

## Situación ferroviaria
La estación se encuentra en el punto kilométrico 98,3 de la línea férrea de ancho métrico de La Robla y León a Bilbao (conocido como Ferrocarril de La Robla), entre las estaciones de Guardo y Santibáñez de la Peña, a 1096,96 metros de altitud. El tramo es de vía única y no está electrificado.

## Historia
El nuevo apeadero fue inaugurado el 19 de mayo de 2003, con motivo de la reapertura total de la línea, gracias a un acuerdo con el Gobierno de Castilla y León. Éste se situó en un lugar mucho más céntrico, aunque no supuso el cierre de la primitiva Estación de Guardo, que siguió prestando servicio.
El 1 de enero de 2013 se disolvió la empresa Feve en un intento del gobierno por unificar vía ancha y estrecha. La titularidad de las instalaciones ferroviarias se encomendó a Adif y la explotación de los servicios ferroviarios a Renfe Operadora, distinguiéndose la división comercial de Renfe Cercanías AM para los servicios de pasajeros y de Renfe Mercancías para los servicios de mercancías.

## La estación
Se encuentra situada en pleno casco urbano de la población en la zona sur del mismo. Las instalaciones se reducen a un refugio acristalado situado sobre un andén lateral de 60 m, frente al cual se sitúa la única vía principal. El andén se sitúa a la izquierda en kilometraje ascendente. El apeadero de Guardo está dentro de la inmediata estación de Guardo a efectos de circulación, por lo que tiene la capacidad de expedir trenes. 

## Servicios ferroviarios

### Regionales
Los trenes regionales que realizan el recorrido León - Bilbao (línea R-4f) tienen parada en la estación. Su frecuencia es de 1 tren diario por sentido. En las estaciones en cursiva, la parada es discrecional, es decir, el tren se detiene si hay viajeros a bordo que quieran bajar o viajeros en la parada que manifiesten de forma inequívoca que quieren subir. Este sistema permite agilizar los tiempos de trayecto reduciendo paradas innecesarias.
Las conexiones ferroviarias entre Guardo-Apeadero y el resto de estaciones de la línea, para los trayectos regionales, se efectúan exclusivamente con composiciones de la serie 2700
| Línea | Origen/Destino   | Paradas intermedias | Destino/Origen |
| ----- | ---------------- | --- | -------------- |
|       | Bilbao Concordia | Amézola · Basurto Hospital · Zorroza-Zorrozgoiti · Iráuregui · Zaramillo · Sodupe · Aranguren · Aranguren-Apeadero · Zalla · Valmaseda · Arla-Berrón · Ungo-Nava · Mercadillo · Cadagua · Bercedo-Montija · Quintana · Espinosa de los Monteros · Redondo · Sotoscueva · Pedrosa · Dosante Cidad · Robredo Ahedo · Soncillo · Cabañas de Virtus · Arija · Llano · Las Rozas · Montes Claros · Los Carabeos · Mataporquera · Cillamayor · Salinas de Pisuerga · Vado Cervera · Castrejón de la Peña · Villaverde-Tarilonte · Santibáñez de la Peña · Guardo-Apeadero · Guardo · La Espina · Valcuende · Puente Almuhey · Cerezal de la Guzpeña · Prado de la Guzpeña · La Llama de la Guzpeña · Valle de las Casas · Sorriba · Cistierna · La Ercina · Boñar · La Vecilla · Matallana · San Feliz · Asunción/Universidad | León-Matallana |

### Cercanías
Forma parte de la línea C-1f de Cercanías León. Las circulaciones que prestan servicio a esta estación son las que realizan el recorrido completo de la línea, efectuando parada en todas las estaciones del recorrido. La frecuencia que presenta es de un tren diario por sentido, tanto los días laborables como los sábados y festivos. Este servicio complementa al tren regional.
Las conexiones ferroviarias entre Guardo-Apeadero y el resto de estaciones de la línea, para los trayectos de cercanías, se efectúan tanto con composiciones serie 2700 como de la serie 2600.
| procedencia/destino | < estación | Línea | estación > | destino/procedencia |
| ------------------- | ---------- | ----- | ---------- | ------------------- |
| León-Matallana      | Guardo     |       | Terminal   | Terminal            |